# Campionatul Mondial de Minifotbal 2015

Campionatul Mondial de Miniftobal 2015 este prima ediție și s-a desfășurat in perioada 21-29 martie 2015 în Statele Unite ale Americii.

## Naționale
| - Brazilia - Canada - Cehia - El Salvador | - Germania - India - Kazahstan - Mexic | - România - Rusia - Serbia - SUA (Țară Gazdă) |

## Faza Grupelor

### Grupa A
| Loc | Echipa                     | MJ | V | E | Î | GM | GP | DG  | Pct | Calificare                |
| --- | -------------------------- | -- | - | - | - | -- | -- | --- | --- | ------------------------- |
| 1   | Statele Unite ale Americii | 3  | 3 | 0 | 0 | 24 | 8  | +16 | 9   | Advance to knockout stage |
| 2   | Cehia                      | 3  | 1 | 1 | 1 | 16 | 14 | +2  | 4   | Advance to knockout stage |
| 3   | El Salvador                | 3  | 1 | 1 | 1 | 16 | 17 | −1  | 4   | Advance to knockout stage |
| 4   | Kazahstan                  | 3  | 0 | 0 | 3 | 8  | 25 | −17 | 0   |                           |

| Cehia                                                                           | 5–5    | El Salvador                                                            |
| ------------------------------------------------------------------------------- | ------ | ---------------------------------------------------------------------- |
| Demeter 1st 7:15' Koudelka 2nd 5:06', 3rd 11:04' Paděra 4th 12:24', 13:54 (PP)' | Report | Monterossa 2nd :25', 10:25', 14:35' Espana 3rd 14:00' Lopez 4th 12:24' |

| Kazahstan           | 1–10   | Statele Unite ale Americii                                                                                |
| ------------------- | ------ | --- |
| Imanalin 1st 14:20' | Report | Clare 1st 3:10', 3rd 8:50', 4th 12:52' Chiles 2nd 3:42', 3rd 10:45' Farber 2nd 10:58' Gonzalez 2nd 11:58' |

| Kazahstan | 4–7    | Cehia |
| --------- | ------ | ----- |
|           | Report |       |

| El Salvador | 3–9    | Statele Unite ale Americii                       |
| ----------- | ------ | ------------------------------------------------ |
|             | Report | Luna 1st 7:14' Chiles 1st 9:21', 3rd 2:22 (pen)' |

| El Salvador                                                                      | 8–3    | Kazahstan         |
| -------------------------------------------------------------------------------- | ------ | ----------------- |
| Ayala-Hill 1st 2:09' Echeverria 2nd :20 (PP)' Arevalo 2nd :20' Sanchez 2nd 1:26' | Report | Kononeko 2nd :20' |

| Cehia | 4–5    | Statele Unite ale Americii |
| ----- | ------ | -------------------------- |
|       | Report |                            |

### Grupa B
| Loc | Echipa   | MJ | V | E | Î | GM | GP | DG  | Pct | Calificare                |
| --- | -------- | -- | - | - | - | -- | -- | --- | --- | ------------------------- |
| 1   | Mexic    | 3  | 3 | 0 | 0 | 49 | 4  | +45 | 9   | Advance to knockout stage |
| 2   | România  | 3  | 2 | 0 | 1 | 31 | 9  | +22 | 6   | Advance to knockout stage |
| 3   | Germania | 3  | 1 | 0 | 2 | 32 | 17 | +15 | 3   | Advance to knockout stage |
| 4   | India    | 3  | 0 | 0 | 3 | 1  | 83 | −82 | 0   |                           |

| Germania | 1–9    | Mexic |
| -------- | ------ | ----- |
|          | Report |       |

| România | 21–0   | India |
| ------- | ------ | ----- |
|         | Report |       |

| India             | 1–29   | Germania |
| ----------------- | ------ | -------- |
| Jandeja 3rd 6:45' | Report |          |

| România | 3–7    | Mexic |
| ------- | ------ | ----- |
|         | Report |       |

| India | 0–33   | Mexic |
| ----- | ------ | ----- |
|       | Report |       |

| România | 7–2    | Germania |
| ------- | ------ | -------- |
|         | Report |          |

### Grupa C
| Loc | Echipa   | MJ | V | E | Î | GM | GP | DG  | Pct | Calificare                |
| --- | -------- | -- | - | - | - | -- | -- | --- | --- | ------------------------- |
| 1   | Brazilia | 3  | 3 | 0 | 0 | 26 | 12 | +14 | 9   | Advance to knockout stage |
| 2   | Canada   | 3  | 1 | 1 | 1 | 20 | 19 | +1  | 4   | Advance to knockout stage |
| 3   | Rusia    | 3  | 0 | 2 | 1 | 16 | 21 | −5  | 2   |                           |
| 4   | Serbia   | 3  | 0 | 1 | 2 | 16 | 26 | −10 | 1   |                           |

| Canada | 10–6   | Serbia |
| ------ | ------ | ------ |
|        | Report |        |

| Rusia | 4–9    | Brazilia |
| ----- | ------ | -------- |
|       | Report |          |

| Rusia | 6–6    | Serbia |
| ----- | ------ | ------ |
|       | Report |        |

| Brazilia | 7–4    | Canada |
| -------- | ------ | ------ |
|          | Report |        |

| Rusia | 6–6    | Canada |
| ----- | ------ | ------ |
|       | Report |        |

| Serbia            | 4–10   | Brazilia                                     |
| ----------------- | ------ | -------------------------------------------- |
| Dundjer 2nd 3:25' | Report | Salles 1st 9:50', 2nd 6:56' Manini 2nd 1:06' |

### Clasamentul echipelor clasate de pe locul 3
| Loc | Grupa | Echipa      | MJ | V | E | Î | GM | GP | DG  | Pct | Calificare                |
| --- | ----- | ----------- | -- | - | - | - | -- | -- | --- | --- | ------------------------- |
| 1   | A     | El Salvador | 3  | 1 | 1 | 1 | 16 | 17 | −1  | 4   | Advance to knockout stage |
| 2   | B     | Germania    | 3  | 1 | 0 | 2 | 32 | 17 | +15 | 3   | Advance to knockout stage |
| 3   | C     | Rusia       | 3  | 0 | 2 | 1 | 16 | 21 | −5  | 2   |                           |

## Faza Eliminatorie
|  | Sferturi de finală         | Sferturi de finală                   |                                      |       | Semifinale | Semifinale |  |  | Finala | Finala |
|  |                            |                                      |                                      |       |            |            |  |  |        |        |
|  | 26 March – Flint, Michigan |                                      |                                      |       |            |            |  |  |        |        |
|  |                            |                                      |                                      |       |            |            |  |  |        |        |
|  | Brazilia                   | 7                                    |                                      |       |            |            |  |  |        |        |
|  | Brazilia                   | 7                                    | 28 March – Hoffman Estates, Illinois |       |            |            |  |  |        |        |
|  | Cehia                      | 3                                    |                                      |       |            |            |  |  |        |        |
|  | Cehia                      | 3                                    | Brazilia                             | 5 (2) |            |            |  |  |        |        |
|  | 26 March – Tulsa, Oklahoma |                                      | Brazilia                             | 5 (2) |            |            |  |  |        |        |
|  |                            |                                      | Mexic                                | 5 (3) |            |            |  |  |        |        |
|  | Mexic                      | 12                                   | Mexic                                | 5 (3) |            |            |  |  |        |        |
|  | Mexic                      | 12                                   | 29 March – Hoffman Estates, Illinois |       |            |            |  |  |        |        |
|  | El Salvador                | 0                                    |                                      |       |            |            |  |  |        |        |
|  | El Salvador                | 0                                    | Mexic                                | 3     |            |            |  |  |        |        |
|  | 26 March – Tulsa, Oklahoma |                                      | Mexic                                | 3     |            |            |  |  |        |        |
|  |                            | USA                                  | 5                                    |       |            |            |  |  |        |        |
|  | România                    | USA                                  | 5                                    | 5     |            |            |  |  |        |        |
|  | România                    | 28 March – Hoffman Estates, Illinois |                                      | 5     |            |            |  |  |        |        |
|  | Canada                     | 0                                    |                                      |       |            |            |  |  |        |        |
|  | Canada                     | 0                                    | România                              | 3     |            |            |  |  |        |        |
|  | 27 March – Tulsa, Oklahoma |                                      | România                              | 3     |            |            |  |  |        |        |
|  |                            |                                      | USA                                  | 7     |            |            |  |  |        |        |
|  | USA                        | 9                                    | USA                                  | 7     |            |            |  |  |        |        |
|  | USA                        | 9                                    |                                      |       |            |            |  |  |        |        |
|  | Germania                   | 2                                    |                                      |       |            |            |  |  |        |        |
|  | Germania                   | 2                                    |                                      |       |            |            |  |  |        |        |
|  |                            |                                      |                                      |       |            |            |  |  |        |        |

### Sferturi de finală
| Brazilia | 7–3    | Cehia |
| -------- | ------ | ----- |
|          | Report |       |

| Mexic | 12–0   | El Salvador |
| ----- | ------ | ----------- |
|       | Report |             |

| România | 5–0     | Canada |
| ------- | ------- | ------ |
|         | Forfeit |        |

| Statele Unite ale Americii | 9–2    | Germania |
| -------------------------- | ------ | -------- |
|                            | Report |          |

### Semifinale
| Brazilia | 5–5 (d.p.) | Mexic |
| -------- | ---------- | ----- |
|          | Report     |       |
|          | 2–3        |       |

| România | 3–7    | Statele Unite ale Americii |
| ------- | ------ | -------------------------- |
|         | Report |                            |

### Finala
| Mexic                | 3–5    | Statele Unite ale Americii           |
| -------------------- | ------ | ------------------------------------ |
| Vaca, Flores, Quiroz | Report | Healey, Harris, Gonzales, Chiles (2) |

## Campioni
| Campionatul Mondial de Minifotbal 2015 Statele Unite ale Americii Primul titlu |
| ------------------------------------------------------------------------------ |